# Reuel Williams

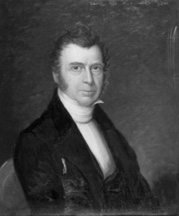
Reuel Williams

Reuel Williams (* 2. Juni 1783 in Hallowell, Maine; † 25. Juli 1862 in Augusta, Maine) war ein US-amerikanischer Politiker (Demokratische Partei), der den Bundesstaat Maine im US-Senat vertrat.
Reuel Williams wurde als Sohn von Seth Williams und Zelphia Ingraham im heutigen Maine geboren. Er besuchte die Hallowell Academy und studierte anschließend die Rechtswissenschaften, woraufhin er im Jahr 1804 als Anwalt zugelassen wurde und in Augusta zu praktizieren begann. Ab 1812 gehörte er dem Massachusetts General Court als Vertreter des District of Maine an; nach der Abspaltung des Staates Maine von Massachusetts im Jahr 1820 wurde er Mitglied der Maine Legislature, in der er bis 1829 verblieb. Weitere Amtszeiten im Parlament seines Staates absolvierte er 1832 und 1848. Im Jahr 1831 fungierte er als Commissioner of Public Buildings von Maine. Bei den Präsidentschaftswahlen von 1836 saß er im Electoral College, das den demokratischen Kandidat Martin Van Buren zum US-Präsidenten wählte.
Nach dem Rücktritt von US-Senator Ether Shepley gewann Williams im Jahr 1837 die Nachwahl um dessen Mandat. Am 4. März 1837 löste er im Kongress den zu Shepleys Nachfolger ernannten Judah Dana ab. Er wurde dort unter anderem Vorsitzender des Marineausschusses. Am 15. Februar 1843 erklärte Williams seinen Rücktritt aus dem Senat. Er zog sich aus der Politik zurück und übernahm die Geschäftsführung einer Eisenbahngesellschaft, die er zwölf Jahre lang innehatte. Reuel Williams starb am 25. Juli 1862 in Augusta und wurde auf dem Friedhof seiner Familie am Ufer des Kennebec River beigesetzt. Sein Sohn Joseph (1812–1896) war von 1857 bis 1858 Gouverneur von Maine.